# 田中俊幸
田中 俊幸（たなか としゆき、1940年9月6日 - 2008年7月11日）は、山口県下関市出身のプロ野球選手・プロ野球審判員。

## 来歴・人物
下関市立下関商業高等学校卒業後、1959年南海ホークスに投手として入団。一軍での出場はなかったが二軍で2勝1敗の成績。2年間の選手生活の後、1965年にセントラル・リーグの審判となる。1993年に審判部主任に就任し、1996年には審判部副部長と順調にキャリアを重ねた。そして、1997年に審判部長に就任、2000年に通算3000試合出場を目前にして引退。その後審判部総務に所属して後進の指導に当たり2003年に退職した。
通算2936試合に出場し、オールスター6回（1980年、1985年、1989年、1993年、1997年、1998年。内1985年第1戦で球審。）、日本シリーズ5回(1985年 - 1988年、1993年)出場。1993年に第4戦、1986年・1988年に第5戦、1987年に第6戦の球審をそれぞれ担当している。
セ・リーグ審判袖番号は18（1988年初採用から1999年引退まで、現在は空番）。
1990年から4人制移行に伴いインサイドプロテクターを使用。退職後は少年野球教室の指導や2007年には俳優として舞台出演。2008年7月11日午前11時10分、外傷性クモ膜下出血のため死去。67歳没。

### 生涯で宣告した三度の退場
1973年9月11日、神宮球場でのヤクルト対大洋戦。大洋のジョン・シピンに対して見逃し三振をコールしたが、これに怒ったシピンがホームベースが隠れるほど砂を盛ったため審判への侮辱とみなし「退場！」「get out here!」と宣告。これを聞いたシピンがバットを振り上げて向かってきたため、体をかばうために両手を突き出したところシピンの喉に入った。翌日セ・リーグから戒告と職務停止3日の処分を受けたが、田中は故意ではなく正当防衛と主張している。
1987年5月2日、広島球場での広島対中日戦。中日が2対1でリードしていた場面で中日川又米利のヒットで走者中尾孝義が生還した際に広島の捕手達川光男のタッチを顔面に受け流血、中日の星野仙一監督が達川に抗議。再開後、二盗を試みた川又のミゾオチに広島の二塁手正田耕三のタッチが入ったことから川又が正田の胸を突き、両チーム入り乱れての乱闘となった。この際に暴力行為を働いたのは両チームで20人以上に及んだが、全て退場させると試合ができないと考えた田中は星野と広島の伊勢孝夫コーチに対して退場を宣告した。
1994年5月11日、神宮球場でのヤクルト対巨人戦の2回表。ヤクルト西村龍次の投球が巨人村田真一の頭部を直撃したため田中は危険球とみなして警告。3回裏、巨人木田優夫の投球が西村の腰に当たったが田中はすっぽ抜けと判断して続行。7回表、西村の投球が巨人ダン・グラッデンの顔の高さに来たためグラッデンが西村に詰め寄り、両チーム入り乱れての乱闘となった。田中は西村を危険球退場、グラッデンとヤクルトの捕手中西親志を退場とした。

### 不運だった晩年
1999年7月22日の東京ドームでの巨人対中日戦の8回裏、右翼手・井上一樹がドミンゴ・マルティネスの打球を直接捕球したが、一塁塁審を務めていた田中はこれをワンバウンドと判定。これに激怒した中日・星野仙一監督が猛抗議したが、結局判定は覆らなかった。翌日、この判定が誤審であったことを認めた。この件以降田中は中日ファンから度重なる嫌がらせを受け、前述のミスジャッジをしたのをきっかけにやめろと半ば脅迫され、結果的にこの誤審の責任を取る形で辞任、審判引退となった。
自著によると星野監督が球界全体のために物申していたということが総務に転じてからわかり、和解した。

### 田中が立ち会った有名な試合
- 1974年 巨人・長嶋茂雄の引退試合（巨人-中日戦）で2塁塁審。後楽園球場のスコアボードに田中の名前が残っている。
- 1977年 阪神・佐野仙好が外野フェンスに激突した試合（大洋-阪神戦）で左翼外審。
- 1985年 阪神21年ぶり優勝決定の試合（ヤクルト-阪神戦）で球審。
- 1987年の日本シリーズ第6戦（西武-巨人戦）で球審。この試合では1塁を守っていた清原和博が男泣きした。
- 1988年の日本シリーズ第5戦（西武-中日戦）で球審。
- 1989年 巨人・斎藤雅樹が11試合連続完投勝利の日本新記録を達成した試合（巨人-ヤクルト戦）で1塁塁審。
- 1994年 ヤクルト・西村龍次の巨人・ダン・グラッデンに対する危険球に端を発した乱闘事件（ヤクルト-巨人戦）で球審。
- 1995年 阪神・新庄剛志の本塁打性の飛球が応援団の旗に当たりグラウンドへ落下して二塁打と判定され、阪神ファンが物を投げ込んだ試合（横浜-阪神戦）で球審。[4]
- 1996年 中日・音重鎮、大豊泰昭、山崎武司の3連発（中日-巨人戦）で球審。
- 1996年6月29日 阪神・嶋田哲也（後にセ・リーグ審判）のヤクルト・古田敦也に対する危険球に端を発した乱闘事件（ヤクルト-阪神戦）で3塁塁審。このとき責任審判だった田中は、場内説明で「スワローズ」と言うべきところを「アトムズ」とアナウンスしてしまい、田中本人のみならず、川島廣守セ・リーグ会長、渋沢セ・リーグ事務局長、山本文男セ・リーグ審判部長にまで制裁金が課された。
- 1998年 巨人・バルビーノ・ガルベスが橘高淳球審のストライク・ボールの判定を不服としてボールを投ける暴挙を働いた試合（阪神-巨人戦）で3塁塁審。
- 1999年 阪神・新庄剛志が敬遠球をサヨナラ安打した際に、左足が打席からはみ出して反則打球でアウトではないかと巨人側から自身が抗議を受けた試合（阪神-巨人戦）で球審。抗議に対しては「はみ出した左足が打席ラインの一部分にでも掛かっていれば問題はない」と退けた。[5]
- 1999年 前述の中日・井上一樹が巨人・マルティネスの打球を直接捕球した際にこれをワンバウンドと判定、物議を醸した試合（巨人-中日戦）[3]。

## 詳細情報

### 年度別投手成績
- 一軍公式戦出場なし

### 背番号
- 35 （1959年 - 1960年）